# Iceburn
Iceburn (ibland även benämnda som The Iceburn Collective) är en amerikansk musikgrupp som grundades 1991 i Salt Lake City, Utah av Gentry Densley. Iceburn har haft flertalet uppsättningar av bandmedlemmar under årens gång, där den enda permanenta medlemmen har varit Densley. Runt 1996 började bandet kalla sig för The Iceburn Collective, för att på så sätt reflektera den dynamiska uppsättningen av bandmedlemmar. Bandet blandar olika musikgenrer, däribland jazz, heavy metal, punkrock och klassisk musik. I början av sin karriär kunde Iceburn klassificeras inom jazzcoregenren, där de ansågs blanda hardcorepunk och heavy metal tillsammans med jazz och progressiv rock. Vid 2000 klassificerades Iceburns musik främst som avantgardejazz, där de använde sig av bland annat saxofoner och träblåsinstrument.